# 9 marca
9 marca jest 68. (w latach przestępnych 69.) dniem w kalendarzu gregoriańskim. Do końca roku pozostaje 297 dni.

## Święta
- Imieniny obchodzą: Dominik, Franciszka, Grzegorz, Kandyd, Katarzyna, Mścisława, Przemyślibor i Samanta
- Belize – Dzień Barona Blissa
- Polska – Dzień Statystyki Polskiej
- Wspomnienia i święta w Kościele katolickim obchodzą[1][2]:
  - św. Dominik Savio
  - św. Franciszka Rzymianka
  - św. Katarzyna Mammolini (klaryska)
  - św. Pacjan z Barcelony (biskup)

## Wydarzenia w Polsce
- 1589 – Rzeczpospolita zawarła z Habsburgami traktat bytomsko-będziński, na mocy którego uznali oni Zygmunta III za króla Polski i wielkiego księcia litewskiego. Kandydat do obu tronów arcyksiążę Maksymilian III miał zrzec się polskiego tytułu królewskiego.
- 1652 – Władysław Wiktoryn Siciński nie zgodził się na prolongatę obrad Sejmu poza przewidziany prawem czas, co błędnie przyjmuje się za pierwsze w historii zerwanie Sejmu z wykorzystaniem zasady liberum veto.
- 1701 – Na zamku w Birżach spotkali się król Polski August II Mocny i car Rosji Piotr I Wielki.
- 1786 – W Krakowie powstała loża wolnomularska „Przesąd Zwyciężony”.
- 1863 – Powstanie styczniowe: zwycięstwo powstańców w bitwie pod Myszyńcem.
- 1915 – Powstała korporacja akademicka Aquilonia w Warszawie.
- 1919 – Ochotnicza kompania powstańców wielkopolskich wyruszyła do Małopolski, aby wziąć udział w walkach z Ukraińcami.
- 1936 – W Przytyku pod Radomiem doszło do starć ulicznych pomiędzy Polakami i Żydami.
- 1943 – Adolf Hitler zalegalizował aborcję na okupowanych ziemiach polskich.
- 1944 – Co najmniej 58 Polaków zostało zamordowanych przez oddział UPA we wsi Szerokie Pole w byłym województwie stanisławowskim.
- 1956 – Dokonano oblotu szybowca SZD-17 Jaskółka L.
- 1962 – Premiera filmu Nóż w wodzie w reżyserii Romana Polańskiego.
- 1968 – Seryjny morderca Bogdan Arnold został skazany na karę śmierci.
- 1971 – Włodzimierz Janiurek został pierwszym rzecznikiem prasowym rządu.
- 1972 – Wybuchł pożar w Zakładach „Stomil” w Poznaniu.
- 1976 – Premiera filmu historycznego Kazimierz Wielki w reżyserii Ewy i Czesława Petelskich.
- 1983 – Przed sądem w Grudziądzu rozpoczął się proces Anny Walentynowicz oskarżonej o zorganizowanie strajku w Stoczni Gdańskiej.
- 1984 – Premiera filmu Soból i panna w reżyserii Huberta Drapelli.
- 1989 – Katastrofa pociągu z chlorem w Białymstoku.
- 1990 – W obserwatorium meteorologicznym na Śnieżce zmierzono rekordową w Polsce prędkość porywu wiatru (346 km/h).
- 1991 – Sejm RP przyjął uchwałę o skróceniu swej kadencji.

## Wydarzenia na świecie

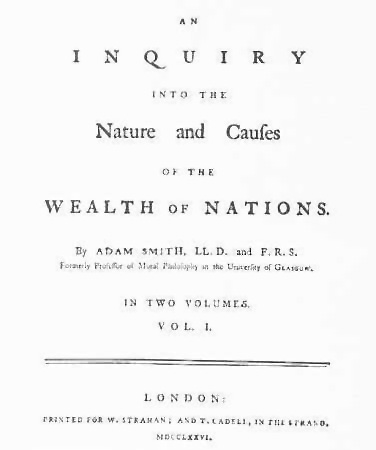
Karta tytułowa Bogactwa narodów Adama Smitha

- 141 p.n.e. – Han Wudi został cesarzem Chin.
- 320 – Śmierć czterdziestu męczenników z Sebasty w dzisiejszej Turcji.
- 1009 – (lub 14 lutego) Męczeńska śmierć Bruna z Kwerfurtu wraz z 18 misjonarzami na pograniczu Litwy i Rusi.
- 1152 – Fryderyk I Barbarossa został koronowany w Akwizgranie na króla Niemiec.
- 1202 – Haakon III został królem Norwegii.
- 1230 – Zwycięstwo Bułgarów w bitwie pod Kłokotnicą nad wojskami cesarza Tesaloniki Teodora Angelosa.
- 1276 – Augsburg otrzymał status wolnego miasta Rzeszy.
- 1497 – Przebywający na studiach prawniczych w Bolonii Mikołaj Kopernik, podczas obserwacji zakrycia gwiazdy Aldebaran przez Księżyc doszedł do wniosku, że teoria geocentryczna budowy wszechświata jest błędna.
- 1500 – Pedro Álvares Cabral wypłynął z Portugalii do Indii na czele wyprawy złożonej z 13 okrętów.
- 1537 – Papieżowi Pawłowi III przedstawiono raport komisji powołanej przez niego w lipcu 1536 roku w celu przeanalizowania nadużyć w Kościele katolickim i przedstawienia zaleceń i środków zaradczych.
- 1562 – W Neapolu pod groźbą kary śmierci zabroniono pocałunków w miejscach publicznych.
- 1566 – Grupa lordów na czele z Henrykiem Stuartem, mężem królowej Szkocji Marii I Stuart, zamordowała na jej oczach jej prywatnego sekretarza i domniemanego kochanka Davida Riccio.
- 1617 – Szwecja i Rosja zawarły pokój w Stołbowie.
- 1776 – Opublikowano Bogactwo narodów Adama Smitha.
- 1781 – Wojna o niepodległość Stanów Zjednoczonych: Hiszpanie, dążący do odebrania Brytyjczykom kolonii Floryda Zachodnia, rozpoczęli oblężenie Pensacoli.
- 1789 – Ludovico Manin został ostatnim dożą Wenecji.
- 1796 – Napoleon Bonaparte poślubił Józefinę de Beauharnais.
- 1807 – Alexandre Pétion został prezydentem Haiti.
- 1811 – Zwycięstwo rojalistów paragwajskich nad wojskami Zjednoczonych Prowincji Rio de La Plata w bitwie pod Tacuarí.
- 1814 – VI koalicja antyfrancuska: rozpoczęła się bitwa pod Laon.
- 1820 – Zniesiono inkwizycję hiszpańską.
- 1842 – W mediolańskiej La Scali odbyła się premiera opery Nabucco Giuseppe Verdiego.
- 1844:
  - W Londynie odbyła się premiera baletu Esmeralda z muzyką Cesare Pugniego.
  - W Teatro La Fenice w Wenecji odbyła się premiera opery Ernani Giuseppe Verdiego.
- 1846 – W Lahore podpisano traktat pokojowy kończący I wojnę Brytyjczyków z Sikhami.
- 1850 – Xianfeng został koronowany na cesarza Chin.
- 1862 – Wojna secesyjna: taktyczne zwycięstwo Konfederatów w bitwie w zatoce Hampton Roads.
- 1880 – Edward Whymper, Jean-Antoine Carrel i Louis Carrel dokonali pierwszego wejścia na ekwadorski wulkan Antisana (5753 m).
- 1882 – Austriacki astronom Johann Palisa odkrył planetoidę (223) Rosa.
- 1888 – Fryderyk III Hohenzollern został cesarzem Niemiec i królem Prus.
- 1889 – Menelik II został cesarzem Etiopii.
- 1896 – I wojna włosko-abisyńska: premier Francisco Crispi podał się do dymisji po klęsce wojsk włoskich w bitwie pod Aduą z Etiopczykami.
- 1898 – Francuz Victor Loret odkrył w Egipcie grobowiec faraona Amenhotepa II.
- 1902:
  - Austriacki kompozytor i dyrygent Gustav Mahler ożenił się z Almą Schindler.
  - Założono włoski klub piłkarski Vicenza Calcio.
- 1908 – Założono włoski klub piłkarski Inter Mediolan.
- 1915 – Niemiecki astronom Karl Reinmuth odkrył planetoidę (799) Gudula.
- 1916:
  - I wojna światowa: rozpoczęła się austriacko-włoska V bitwa nad rzeką Isonzo.
  - Niemcy wypowiedziały wojnę Portugalii.
  - Oddział meksykańskich rewolucjonistów przeprowadził rajd na miejscowość Columbus w amerykańskim stanie Nowy Meksyk.
- 1918 – Stolica Rosji została przeniesiona z Piotrogrodu do Moskwy.
- 1919 – Otwarto port lotniczy w hiszpańskiej Maladze.
- 1923 – Włodzimierz Lenin doznał trzeciego z kolei wylewu krwi do mózgu. Złożony chorobą nie mógł mówić i wycofał się z udziału w rządzie sowieckim.
- 1925 – Royal Air Force rozpoczęły kampanię bombardowań i ostrzału z powietrza górskich kryjówek wojowników z plemion Mahsud w Południowym Waziristanie.
- 1930:
  - W Lipsku odbyła się premiera opery Rozkwit i upadek miasta Mahagonny Bertolta Brechta i Kurta Weila.
  - W Charkowie rozpoczął się jawny proces przedstawicieli ukraińskiej inteligencji z tzw. Związku Wyzwolenia Ukrainy.
- 1932 – Éamon de Valera został po raz drugi premierem Irlandii.
- 1933 – W USA rozpoczęło się tzw. 100 dni w czasie których zostały uchwalone ustawy wprowadzające New Deal.
- 1936 – Kōki Hirota został premierem Japonii.
- 1941 – Wojna grecko-włoska: rozpoczęła się wiosenna ofensywa wojsk włoskich, zakończona tydzień później ich klęską.
- 1942:
  - Ali Sohejli został premierem Iranu.
  - Miklós Kállay został premierem Węgier.
  - Wojna na Pacyfiku: zwycięstwem Japończyków zakończyła się kampania w Holenderskich Indiach Wschodnich.
- 1944:
  - Front wschodni: ponad 800 osób zginęło w wyniku radzieckiego nalotu bombowego na Tallinn.
  - Wojna na Pacyfiku: amerykańskie oddziały piechoty morskiej zdobyły lotnisko Talasea na Nowej Brytanii.
  - Zakończyła się masowa deportacja Czeczenów i Inguszy do republik środkowoazjatyckich (operacja „Soczewica”).
- 1945:
  - Premiera francuskiego melodramatu Komedianci w reżyserii Marcela Carné.
  - Wojna na Pacyfiku: w nocy z 9 na 10 marca 279 bombowców B-29 przeprowadziło nalot dywanowy na Tokio, zrzucając 1650 ton bomb zapalających na drewnianą zabudowę miasta. W wyniku powstałej burzy ogniowej zginęło ok. 120 tys. osób (niektóre dane mówią nawet o prawie 200 tys. ofiar).
  - II wojna światowa: podczas operacji pomorskiej miała miejsce bitwa pod Pogorzelicami.
- 1946 – 33 osoby zginęły, a kilkaset zostało rannych w katastrofie budowlanej na stadionie Burnden Park w angielskim Boltonie podczas meczu Bolton Wanderers F.C.-Stoke City F.C.
- 1950:
  - Iracki parlament przyjął ustawę o denaturalizacji, dającą mieszkającym w Iraku Żydom rok na legalną emigrację, pod warunkiem, że zrzekną się obywatelstwa i nigdy nie wrócą.
  - Islandia została członkiem Rady Europy.
- 1953 – Odbył się pogrzeb Józefa Stalina.
- 1955 – Premiera amerykańskiego filmu Na wschód od Edenu w reżyserii Elii Kazana.
- 1956:
  - Fotograf Arturo Mari rozpoczął pracę w Watykanie.
  - Na Cyprze Brytyjczycy aresztowali arcybiskupa Makariosa III i zesłali go na Seszele.
  - W Tbilisi została krwawo stłumiona antyradziecka demonstracja, w wyniku czego zginęło co najmniej 80 osób.
- 1957 – Na Alasce doszło do jednego z najsilniejszych w historii trzęsienia ziemi, które wywołało fale tsunami o wysokości do 15 m.
- 1958 – Oddano do użytku najdłuższy wówczas na świecie (3461 m) podmorski tunel drogowy pod cieśniną Kanmon, rozdzielającą japońskie wyspy Kiusiu i Honsiu.
- 1959 – W Nowym Jorku zaprezentowano lalkę Barbie.
- 1964 – Z linii montażowej zjechał pierwszy Ford Mustang.
- 1967 – 26 osób zginęło w wyniku zderzenia samolotu pasażerskiego DC-9 z awionetką w Urbana w amerykańskim stanie Ohio.
- 1969 – W trakcie starć podczas eksmisji mieszkańców z nielegalnie wybudowanych domów w mieście Puerto Montt w Chile karabinierzy zastrzelili 8 osób, a 50 ranili. Rannych zostało także 23 funkcjonariuszy, a w szpitalu zmarła kolejna postrzelona osoba i 9-miesięczne dziecko zatrute gazem łzawiącym.
- 1970 – Założono brazylijski klub piłkarski Itumbiara EC.
- 1972 – Wschodnioniemiecka Izba Ludowa przyjęła ustawę legalizującą aborcję „na żądanie”.
- 1973:
  - Chiny i Hiszpania nawiązały stosunki dyplomatyczne.
  - Podczas zawodów w Oberstdorfie reprezentant NRD Heinz Wosipiwo ustanowił rekord świata w długości skoku narciarskiego (169 m).
- 1975 – Wojna o niepodległość Erytrei: etiopscy żołnierze dokonali masakry 258 mieszkańców erytrejskiego miasta Akordat.
- 1976 – 42 osoby zginęły, a jedna została ranna w katastrofie kolejki górskiej we włoskim Cavalese.
- 1977 – Premiera amerykańskiego filmu Wyspy na Golfsztromie w reżyserii Franklina J. Schaffnera.
- 1980:
  - Kanadyjczyk Steve Collins został w wieku 15 lat najmłodszym skoczkiem narciarskim, który wygrał zawody Pucharu Świata w skokach narciarskich.
  - Odbyły się pierwsze wybory do parlamentu baskijskiego.
- 1981 – W klinice Uniwersytetu Stanforda w Kalifornii dokonano pierwszego na świecie jednoczesnego przeszczepienia serca i płuca.
- 1986 – Mário Soares został zaprzysiężony na urząd prezydenta Portugalii.
- 1987 – Ukazał się album The Joshua Tree irlandzkiej grupy U2.
- 1994:
  - Lester Bird został premierem Antigui i Barbudy.
  - Premiera brytyjskiej komedii filmowej Cztery wesela i pogrzeb w reżyserii Mike’a Newella.
- 1996 – Jorge Sampaio został zaprzysiężony na urząd prezydenta Portugalii.
- 1999 – Otwarto tor wyścigowy Sepang w Malezji.
- 2000:
  - Podczas startu z lotniska Szeremietiewo pod Moskwą rozbił się mający lecieć do Kijowa Jak-42, w wyniku czego zginęło 9 osób (wszyscy na pokładzie).
  - W Melbourne oddano do użytku Stadion Docklands.
  - W pożarze internatu na należącym do Tuvalu atolu Vaitupu zginęło 18 uczennic i ich opiekunka.
- 2001 – Niemiec Bernd Brandes został na własne życzenie częściowo zjedzony, a następnie zamordowany przez Armina Meiwesa.
- 2002 – W dokonanym przez Palestyńczyka samobójczym zamachu bombowym na kawiarnię w Jerozolimie zginęło 11 osób, a ponad 50 zostało rannych.
- 2004:
  - Indulis Emsis został premierem Łotwy.
  - Seryjny morderca John Allen Muhammad („snajper z Waszyngtonu”) został skazany przez sąd w Wirginii na karę śmierci.
- 2006:
  - Aníbal Cavaco Silva został zaprzysiężony na urząd prezydenta Portugalii.
  - W Iraku dokonano pierwszej od obalenia Saddama Husajna egzekucji 13 rebeliantów.
- 2007:
  - Cypryjscy Grecy dokonali symbolicznego zburzenia muru dzielącego Nikozję.
  - W Londynie otwarto nowy Stadion Wembley.
- 2008 – Uruchomiono metro w Kaohsiungu na Tajwanie.
- 2011 – W samobójczym zamachu bombowym w pakistańskim Peszawarze zginęło 37 osób, a 45 zostało rannych.
- 2012:
  - Adam Bielecki i Janusz Gołąb dokonali pierwszego zimowego wejścia na ośmiotysięcznik Gaszerbrum I w Karakorum.
  - Rozpoczął się 4-dniowy izraelsko-palestyński konflikt zbrojny.
- 2016:
  - Marcelo Rebelo de Sousa został zaprzysiężony na urząd prezydenta Portugalii.
  - Taneti Mamau wygrał w I turze wybory prezydenckie na Kiribati.
- 2017 – Donald Tusk został ponownie wybrany na stanowisko przewodniczącego Rady Europejskiej.
- 2019 – W katastrofie samolotu Douglas DC-3 koło San Martín w środkowej Kolumbii zginęło 14 osób (3 członków załogi i 11 pasażerów).
- 2022:
  - Inwazja Rosji na Ukrainę: 3 osoby zginęły, a 17 osób zostało rannych w wyniku rosyjskiego ataku lotniczego na oddział położniczy i szpital dziecięcy w Mariupolu; ok. 60 osób zginęło, a prawie 400 zostało rannych w wyniku rosyjskiego bombardowania i ostrzału Czernihowa.
  - Yoon Suk-yeol wygrał wybory prezydenckie w Korei Południowej.
- 2023:
  - Gen. Petr Pavel został prezydentem Czech.
  - W Sali Królestwa Świadków Jehowy w Hamburgu 35-letni Philipp Fusz zastrzelił 7 osób (wraz z nienarodzonym dzieckiem), zranił 9 po czym popełnił samobójstwo.
- 2024 – Reprezentantka Czech Krystyna Pyszková zdobyła w Mumbaju tytuł Miss World 2023.

## Eksploracja kosmosu
- 1961 – Został wystrzelony testowy radziecki statek kosmiczny Korabl-Sputnik 4.
- 1974 – Lądownik radzieckiej sondy Mars 7 z powodu awarii minął planetę w odległości 1300 km.
- 1986 – Radziecka sonda Wega 2 przeleciała obok Komety Halleya.
- 2005 – Sonda Cassini przeleciała 500 km nad powierzchnią Enceladusa, jednego z księżyców Saturna.
- 2011 – Amerykański wahadłowiec kosmiczny Discovery zakończył swą ostatnią misję.

## Urodzili się
- 1212 – Hugo IV, książę Burgundii (zm. 1272)
- 1285 – Go-Nijō, cesarz Japonii (zm. 1308)
- 1451 – Amerigo Vespucci, włoski kupiec, nawigator, żeglarz (zm. 1512)
- 1522 – Juan de Castellanos, hiszpański duchowny katolicki, konkwistador, kronikarz, poeta (zm. 1607)
- 1564 – David Fabricius, holenderski astronom, teolog (zm. 1617)
- 1568 – Alojzy Gonzaga, włoski jezuita, święty (zm. 1591)
- 1577 – Tomasz od Ducha Świętego de Zumárraga Lazacano, hiszpański dominikanin, misjonarz, męczennik, błogosławiony (zm. 1622)
- 1589 – Baltasar Moscoso y Sandoval, hiszpański duchowny katolicki, biskup Jaén, arcybiskup Toledo, kardynał (zm. 1665)
- 1602 – (lub 1603) Edward Somerset, angielski arystokrata, polityk (zm. 1667)
- 1621 – (data chrztu) Egbert van der Poel, holenderski malarz (zm. 1664)
- 1629 – Sebastian Valfrè, włoski filipin, błogosławiony (zm. 1710)
- 1663 – Zofia Augusta Anhalt-Zerbst, księżna Saksonii-Weimar (zm. 1694)
- 1695 – Martín Sarmiento, hiszpański benedyktyn, pisarz (zm. 1772)
- 1697 – Friederike Caroline Neuber, niemiecka aktorka (zm. 1760)
- 1705 – Tommaso Temanza, włoski architekt, inżynier, pisarz (zm. 1789)
- 1721 – Karolina Wittelsbach, księżniczka Palatynatu- Zweibrücken, księżna Hesji-Darmstadt (zm. 1774)
- 1734:
  - Francisco Bayeu, hiszpański malarz (zm. 1795)
  - Marie-Suzanne Roslin, francuska miniaturzystka i pastelistka (zm. 1772)
- 1737 – Josef Mysliveček, czeski kompozytor (zm. 1781)
- 1745 – Antoine Quinquet, francuski farmaceuta, przedsiębiorca (zm. 1803)
- 1747 – Antoni Pułaski, polski szlachcic, dowódca wojskowy, polityk (zm. 1813)
- 1749 – Honoré Mirabeau, francuski polityk, pisarz polityczny (zm. 1791)
- 1753 – Jean-Baptiste Kléber, francuski generał (zm. 1800)
- 1758 – Franz Joseph Gall, austriacki neurolog, psycholog (zm. 1828)
- 1759 – William Jackson, amerykański polityk (zm. 1828)
- 1763 – William Cobbett, brytyjski robotnik rolny, żołnierz, dziennikarz, publicysta, pisarz (zm. 1835)
- 1764 – Józef Toliński, polski generał (zm. 1823)
- 1766 – Józef Nowicki, polski dowódca wojskowy (zm. 1830)
- 1773 – Isaac Hull, amerykański oficer marynarki wojennej (zm. 1843)
- 1777 – Aleksander Orłowski, polski malarz batalista, rysownik (zm. 1832)
- 1795 – Leon Gołaszewski, polski ziemianin, polityk (zm. 1868)
- 1803 – Henry Lowry-Corry, brytyjski arystokrata, polityk (zm. 1873)
- 1811 – Emilia de Villeneuve, francuska zakonnica, święta (zm. 1854)
- 1814 – Taras Szewczenko, ukraiński poeta (zm. 1861)
- 1818 – Ferdinand Joachimsthal, niemiecki matematyk (zm. 1861)
- 1820 – Samuel Blatchford, amerykański prawnik (zm. 1893)
- 1822 – Alexander Campbell, kanadyjski polityk (zm. 1892)
- 1824 – Leland Stanford, amerykański przemysłowiec, polityk, senator (zm. 1893)
- 1830 – Julius Dinder, polski duchowny katolicki pochodzenia niemieckiego, arcybiskup metropolita gnieźnieński i poznański, prymas Polski (zm. 1890)
- 1833 – Alphonse Tavan, francuski poeta (zm. 1905)
- 1838 – Ludwik Gumplowicz, polski socjolog, prawnik (zm. 1909)
- 1839 – Phoebe Knapp, amerykańska kompozytorka, organistka (zm. 1908)
- 1843 – Abraham Abraham, amerykański potentat handlowy, filantrop (zm. 1911)
- 1846 – Mścisław Godlewski, polski ziemianin, prawnik, publicysta, wydawca (zm. 1908)
- 1852 – Hieronim Derdowski, polski poeta, humorysta, dziennikarz, wydawca prasy polonijnej w USA (zm. 1902)
- 1859 – Peter Altenberg, austriacki pisarz (zm. 1919)
- 1862 – Ferdinand Widal, francuski patolog, internista (zm. 1929)
- 1870:
  - Hugo Koch, holenderski wynalazca (zm. 1928)
  - Stanisław Franciszek Pękosławski, polski inżynier, polityk, wojewoda kielecki (zm. 1934)
- 1877 – Emil Abderhalden, szwajcarski biochemik, fizjolog (zm. 1950)
- 1878 – Stanisław Czajkowski, polski malarz (zm. 1954)
- 1879 – Agnes Miegel, niemiecka poetka, dziennikarka (zm. 1964)
- 1880 – Terry McGovern, amerykański bokser (zm. 1918)
- 1881:
  - Ernest Bevin, brytyjski związkowiec, polityk (zm. 1951)
  - Stanisław Sierakowski, polski polityk i działacz polonijny w Niemczech (zm. 1939)
- 1883:
  - Franciszak Alachnowicz, białoruski prozaik, publicysta, reżyser teatralny, działacz narodowy i kulturalny (zm. 1944)
  - Witold Kamieniecki, polski historyk, dyplomata, polityk, senator RP (zm. 1964)
  - Umberto Saba, włoski poeta, prozaik (zm. 1957)
- 1884:
  - Władimir Antonow-Owsiejenko, radziecki wojskowy, polityk, dyplomata (zm. 1938)
  - Carl Holmberg szwedzki gimnastyk (zm. 1909)
  - Richard Peterson, norweski tenisista (zm. 1967)
- 1885 – Tamara Karsawina, rosyjska tancerka (zm. 1978)
- 1886:
  - Robert Eichelberger, amerykański generał, polityk (zm. 1961)
  - Werner Kempf, niemiecki generał (zm. 1964)
- 1887 – Fritz Lenz, niemiecki eugenik, działacz nazistowski (zm. 1976)
- 1889:
  - Kazimierz Demel, polski hydrobiolog (zm. 1978)
  - Hilarion (Prochorow), rosyjski biskup prawosławny (zm. 1973)
- 1890:
  - Józef Kidoń, polski malarz portrecista (zm. 1968)
  - Wiaczesław Mołotow, radziecki polityk, działacz partyjny, minister spraw zagranicznych (zm. 1986)
- 1891:
  - Stanisław Hempel, polski wojskowy, polityk, senator RP, dyplomata (zm. 1968)
  - Franciszek Kruk-Grzybowski, polski kapitan piechoty (zm. 1919)
  - Jose P. Laurel, filipiński prawnik, publicysta, pisarz, polityk, prezydent Filipin, kolaborant (zm. 1959)
  - Francis Pegahmagabow, kanadyjski kapral, strzelec wyborowy pochodzenia indiańskiego (zm. 1952)
- 1892:
  - Vita Sackville-West, angielska poetka, pisarka, ogrodniczka (zm. 1962)
  - Paul Suter, szwajcarski kolarz szosowy i torowy (zm. 1966)
  - Erich von Wedel, niemiecki pilot wojskowy, as myśliwski (zm. 1954)
- 1893 – Roland Jacobi, węgierski tenisista stołowy (zm. 1951)
- 1894 – Roman Suszko, ukraiński pułkownik (zm. 1944)
- 1895:
  - William C. Chase, amerykański generał (zm. 1986)
  - Albert Göring, niemiecki przedsiębiorca, antynazista, brat Hermanna (zm. 1966)
- 1896 – Robert McAlmon, amerykański poeta, wydawca (zm. 1956)
- 1898 – Adam Benis, polski historyk, dyplomata (zm. 1936)
- 1899 – Giuseppe Antonio Ferretto, włoski kardynał, wysoki urzędnik Kurii Rzymskiej (zm. 1973)
- 1900:
  - Howard Aiken, amerykański inżynier, pionier informatyki (zm. 1973)
  - Aimone di Savoia-Aosta, włoski arystokrata, król Chorwacji (zm. 1948)
- 1901:
  - Urban Gil Sáez, hiszpański zakonnik, męczennik, błogosławiony (zm. 1936)
  - Joachim Hämmerling, niemiecki botanik, wykładowca akademicki (zm. 1980)
- 1902:
  - Luis Barragán, meksykański architekt (zm. 1988)
  - Plácido Galindo, peruwiański piłkarz (zm. 1988)
  - Will Geer, amerykański aktor (zm. 1978)
  - Józef Żmigrodzki, polski działacz socjalistyczny, historyk emigracyjny (zm. 1984)
- 1903:
  - Ville Mattila, fiński żołnierz, biathlonista (zm. 1987)
  - Albert Meyer, amerykański duchowny katolicki, arcybiskup Chicago, kardynał pochodzenia niemieckiego (zm. 1965)
- 1904:
  - Gerald Abraham, brytyjski muzykolog, dziennikarz i krytyk muzyczny (zm. 1988)
  - Arnold Hugh Martin Jones, brytyjski historyk, wykładowca akademicki (zm. 1970)
- 1906:
  - Josef Köstner, austriacki duchowny katolicki, biskup Gurk (zm. 1982)
  - Dušan Marković, jugosłowiański piłkarz, trener (zm. 1974)
  - Tadeusz Sędzielowski, polski kapitan pilot (zm. 1939)
- 1907:
  - Mircea Eliade, rumuński religioznawca, indolog, filozof kultury, pisarz, dyplomata, wykładowca akademicki (zm. 1986)
  - Józef Trenarowski, polski rzeźbiarz (zm. 1965)
- 1908:
  - Francesco Camusso, włoski kolarz szosowy (zm. 1995)
  - Alexandru Frim, rumuński bobsleista (zm. 1985)
  - Leonid Kmit, rosyjski aktor (zm. 1982)
- 1909:
  - Nell Hall Hopman, australijska tenisistka (zm. 1968)
  - Rudolf Hiden, austriacko-francuski piłkarz, bramkarz, trener (zm. 1973)
- 1910:
  - Samuel Barber, amerykański kompozytor (zm. 1981)
  - Sándor Lénárd, węgierski lekarz, poeta, poliglota (zm. 1973)
- 1911:
  - Robert Olejnik, niemiecki pilot wojskowy, as myśliwski pochodzenia ukraińskiego (zm. 1988)
  - Clara Rockmore, rosyjsko-amerykańska thereministka, skrzypaczka pochodzenia litewsko-żydowskiego (zm. 1998)
- 1913:
  - Leonard Hohensee, polski prawnik, ekonomista, polityk, poseł na Sejm PRL (zm. 1987)
  - Bronisław Lewkowicz, polski major, cichociemny, żołnierz AK (zm. 1944)
- 1914:
  - Edward Grierson, brytyjski prozaik, dramaturg (zm. 1975)
  - Albert Conrad Ullman, amerykański polityk (zm. 1986)
- 1915 – Henry Wahl, norweski łyżwiarz szybki (zm. 1984)
- 1916 – Józef Gorzelany, polski duchowny katolicki (zm. 2005)
- 1917:
  - Algirdas Julien Greimas, litewsko-francuski semiotyk, teoretyk literatury, językoznawca, wykładowca akademicki (zm. 1992)
  - Zuzanna Ginczanka, polska poetka pochodzenia żydowskiego (zm. 1944)
- 1918:
  - Marguerite Chapman, amerykańska aktorka (zm. 1999)
  - Jadwiga Jarnuszkiewiczowa, polska historyk sztuki (zm. 1986)
  - Zygmunt Król, polski kierownik produkcji filmowej (zm. 2010)
  - Mickey Spillane, amerykański pisarz (zm. 2006)
- 1919:
  - Helena Brzozowska, polska sanitariuszka, podporucznik (zm. 1999)
  - Chantal Chaudé de Silans, francuska szachistka (zm. 2001)
  - Gregorio Garavito Jiménez, kolumbijski duchowny katolicki, biskup Villavicencio (zm. 2016)
  - Mały Albert, amerykański chłopiec, sierota, uczestnik eksperymentu psychologicznego (zm. 1925)
- 1920:
  - Francesco Locatelli, włoski kolarz szosowy (zm. 1978)
  - Franjo Mihalić, jugosłowiański lekkoatleta, maratończyk (zm. 2015)
- 1921:
  - Jerzy Witold Jahn, polski elektryk, działacz samorządowy i turystyczny (zm. 1987)
  - Oliver Roome, brytyjski generał, żeglarz (zm. 2009)
- 1922:
  - Maria Bakka, polska aktorka (zm. 2024)
  - Herb Douglas, amerykański lekkoatleta, sprinter, skoczek w dal (zm. 2023)
  - Lechosław Marszałek, polski reżyser i scenarzysta filmów animowanych (zm. 1991)
  - Leonid Zamiatin, rosyjski polityk, dyplomata (zm. 2019)
- 1923:
  - James L. Buckley, amerykański polityk (zm. 2023)
  - Jerzy Got, polski historyk teatru (zm. 2004)
  - Gilbert Gude, amerykański polityk (zm. 2007)
  - Walter Kohn, amerykański fizyk, wykładowca akademicki, laureat Nagrody Nobla pochodzenia żydowskiego (zm. 2016)
  - Nikos Zachariu, grecki śpiewak operowy (bas-baryton) (zm. 2007)
- 1924:
  - Józef Pajestka, polski ekonomista, wykładowca akademicki (zm. 1994)
  - Zdzisław Rachtan, polski porucznik, żołnierz AK (zm. 2014)
  - Władysław Szymłowski, polski generał dywizji (zm. 2011)
- 1925:
  - Mahmud Fajjad, egipski sztangista (zm. 2002)
  - Jack Smight, amerykański reżyser filmowy i teatralny (zm. 2003)
  - Władysław Tkaczewski, polski generał brygady, kardiolog, gastroenterolog (zm. 2006)
- 1926:
  - Jerry Ross, amerykański kompozytor, autor musicali (zm. 1955)
  - Jadwiga Skotnicka, polska pisarka (zm. 1992)
  - Zofia Stefanowska-Treugutt, polska historyk literatury (zm. 2007)
- 1927:
  - José Bezerra da Silva, brazylijski muzyk (zm. 2005)
  - Jackie Jensen, amerykański baseballista (zm. 1982)
  - Romuald Kropat, polski operator filmowy (zm. 2008)
- 1928:
  - Gerald Bull, kanadyjski hokeista, inżynier (zm. 1990)
  - Peggy Charren, amerykańska działaczka społeczna (zm. 2015)
  - Antonio Molina, hiszpański piosenkarz, aktor (zm. 1992)
  - Keely Smith, amerykańska piosenkarka (zm. 2017)
- 1929:
  - Desmond Hoyte, gujański polityk, premier i prezydent Gujany (zm. 2002)
  - Zillur Rahman, bengalski polityk, prezydent Bangladeszu (zm. 2013)
  - José Sorra, filipiński duchowny katolicki, biskup Legazpi (zm. 2021)
- 1930:
  - Ornette Coleman, amerykański saksofonista jazzowy, kompozytor (zm. 2015)
  - Taina Elg, fińska aktorka (zm. 2025)
  - Ota Filip, czeski pisarz (zm. 2018)
  - Stephen Fumio Hamao, japoński kardynał (zm. 2007)
  - Jerzy Wojdyłło, polski dziennikarz, publicysta, uczestnik powstania warszawskiego (zm. 2016)
- 1931:
  - Rogelio Domínguez, argentyński piłkarz, bramkarz (zm. 2004)
  - León Febres Cordero Ribadeneyra, ekwadorski polityk, prezydent Ekwadoru (zm. 2008)
  - Janusz Kidawa, polski reżyser filmowy (zm. 2010)
  - Aleksander Rowiński, polski pisarz (zm. 2021)
  - Jean Alix Verrier, haitański duchowny katolicki, biskup Les Cayes (zm. 2024)
- 1932:
  - Heere Heeresma, holenderski pisarz (zm. 2011)
  - Jan Klemens, polski aktor (zm. 2021)
  - Wojciech Rydz, polski szermierz, trener (zm. 2018)
- 1933:
  - Reinhard Lettmann, niemiecki duchowny katolicki, biskup Münsteru (zm. 2013)
  - Lloyd Price, amerykański piosenkarz (zm. 2021)
- 1934:
  - Bogdan Czyżewski, polski piosenkarz
  - Jurij Gagarin, radziecki pilot wojskowy, kosmonauta (zm. 1968)
  - Jim Landis, amerykański baseballista (zm. 2017)
  - Irena Pawełczyk, polska saneczkarka
- 1936:
  - Lídia Dömölky-Sákovics, węgierska florecistka
  - Mickey Gilley, amerykański piosenkarz i muzyk country (zm. 2022)
  - Wittekind Waldeck-Pyrmont, niemiecki arystokrata (zm. 2024)
- 1937:
  - Paciano Aniceto, filipiński duchowny katolicki, arcybiskup San Fernando
  - Ryszard Cieślak, polski aktor, reżyser teatralny (zm. 1990)
  - Robert Gamble, amerykański duchowny anglikański, wydawca (zm. 2020)
  - Tomasz Jelonek, polski duchowny katolicki, teolog
  - Bernard Landry, kanadyjski polityk, premier Quebecu (zm. 2018)
- 1938:
  - Krzysztof Baczkowski, polski historyk, wykładowca akademicki
  - Ryszard Parulski, polski adwokat, szermierz, działacz sportowy (zm. 2017)
- 1939:
  - Jean-Pierre Chevènement, francuski polityk
  - John Howard Davies, brytyjski aktor (zm. 2011)
  - Malcolm Bricklin, amerykański przedsiębiorca
  - Niklas Frank, niemiecki dziennikarz
- 1940:
  - Łarisa Gołubkina, rosyjska aktorka (zm. 2025)
  - Raúl Juliá, amerykański aktor (zm. 1994)
  - Wiesław Kozyra, polski dziennikarz prasowy, felietonista, reportażysta, publicysta (zm. 2021)
  - Władysław Nikiciuk, polski lekkoatleta, oszczepnik
  - Orazio Rancati, włoski piłkarz (zm. 2023)
  - Reijo Taipale, fiński piosenkarz (zm. 2019)
- 1941:
  - Tadeusz Chrobak, polski kartograf, profesor nauk technicznych (zm. 2024)
  - Stanisław Hodorowicz, polski chemik, wykładowca akademicki, polityk, senator RP
  - Stasys Vaitekūnas, litewski geograf, polityk
- 1942:
  - John Cale, walijski piosenkarz, muzyk, kompozytor
  - Pawieł Kazłouski, białoruski generał, polityk
  - Mark Lindsay, amerykański wokalista, członek zespołu Paul Revere & the Raiders
  - Adam Marszalik, polski aktor, reżyser, inspicjent (zm. 2011)
- 1943:
  - Bobby Fischer, amerykański szachista (zm. 2008)
  - Jef Raskin, amerykański projektant i ekspert z dziedziny interakcji człowieka z komputerem (zm. 2005)
  - Trish Van Devere, amerykańska aktorka
- 1944:
  - Pak To Ch’un, północnokoreański generał, polityk
  - Małgorzata Wilczek-Rogoń, polska gimnastyczka (zm. 1978)
  - Camille Zaidan, libański duchowny maronicki, arcybiskup Antiljas (zm. 2019)
- 1945:
  - Katja Ebstein, niemiecka piosenkarka, aktorka
  - Henryk Lothamer, polski pisarz, scenarzysta filmowy (zm. 1979)
  - Dennis Rader, amerykański seryjny morderca
  - Robin Trower, brytyjski muzyk, wokalista
  - John Wojtowicz, amerykański przestępca pochodzenia polskiego (zm. 2006)
- 1946:
  - Alexandra Bastedo, brytyjska aktorka (zm. 2014)
  - Bernd Hölzenbein, niemiecki piłkarz (zm. 2024)
  - Józef Wybieralski, polski hokeista na trawie, trener (zm. 2023)
- 1947:
  - Robert Ciranko, amerykański działacz religijny Świadków Jehowy
  - Keri Hulme, nowozelandzka pisarka (zm. 2021)
  - Žarko Korać, serbski psycholog, polityk
  - Emiliano Mondonico, włoski piłkarz, trener (zm. 2018)
  - Ryszard Peryt, polski reżyser teatralny, aktor (zm. 2019)
- 1948:
  - Daniela Chrapkiewicz, polska lekarka, polityk, poseł na Sejm RP
  - Irena Dzierzgowska, polska polityk, wiceminister edukacji narodowej (zm. 2009)
  - László Lovász, węgierski matematyk, wykładowca akademicki
  - Luigi Martella, włoski duchowny katolicki, biskup Molfetta-Ruvo-Giovinazzo-Terlizzi (zm. 2015)
  - Jeffrey Osborne, amerykański piosenkarz
- 1949:
  - Kalevi Aho, fiński kompozytor, pedagog
  - Józef Dąbrowski, polski związkowiec, polityk, poseł na Sejm RP
  - Marek Gracz, polski operator filmowy
  - Henryk Grotowski, polski hokeista na trawie (zm. 2019)
  - Emma Popik, polska pisarka science fiction (zm. 2025)
- 1950:
  - Zbigniew Ćwiąkalski, polski adwokat, polityk, minister sprawiedliwości
  - Ireneusz Pękalski, polski duchowny katolicki, biskup pomocniczy łódzki
  - Danny Sullivan, amerykański kierowca wyścigowy
- 1951:
  - Zbigniew Hurnik, polski szachista
  - Zakir Hussain, indyjski muzyk, tablista, członek zespołu Shakti (zm. 2024)
  - Jurij Prochorenko, ukraiński lekkoatleta, tyczkarz
  - Krystyna Rachel-Świrska, polska florecistka
  - Helen Zille, południowoafrykańska dziennikarka, działaczka samorządowa, polityk
- 1952:
  - Nuno Crato, portugalski matematyk, wykładowca akademicki
  - Pietro Maria Fragnelli, włoski duchowny katolicki, biskup Trapani
  - Amir Perec, izraelski polityk
  - Alexandru Sătmăreanu, rumuński piłkarz
  - Uļjana Semjonova, łotewska koszykarka
  - Cees de Vreugd, holenderski trójboista siłowy, strongman (zm. 1998)
  - Antoni Walerych, polski rzeźbiarz, malarz (zm. 2017)
- 1953:
  - Alejandro Giammattei, gwatemalski polityk, prezydent Gwatemali
  - Kiyomi Katō, japońska siatkarka
  - Lauren Koslow, amerykańska aktorka
  - Jerzy Stachurski, polski kompozytor, poeta, dziennikarz, pedagog
- 1954:
  - Małgorzata Bratek, polska piosenkarka, gitarzystka, kompozytorka, dziennikarka, pedagog
  - Kamel Chebli, tunezyjski piłkarz
  - Gildardo García, kolumbijski szachista (zm. 2021)
  - Carlos Ghosn, francuski przedsiębiorca pochodzenia libańskiego
  - Adam Jedliński, polski prawnik, wykładowca akademicki
  - Piotr Lech, polski grafik, wykładowca akademicki (zm. 2020)
  - Policarp Malîhin, rumuński kajakarz
  - Dana Podracká, słowacka poetka
  - Robert George Sands, irlandzki republikanin, lider IRA (zm. 1981)
  - Jim Stewart, szkocki piłkarz, bramkarz
- 1955:
  - Marilyn Bodogh, kanadyjska curlerka
  - Pat Murphy, amerykańska pisarska science fiction i fantasy
  - Ornella Muti, włoska aktorka
  - Józef Pinior, polski działacz opozycji antykomunistycznej, polityk, eurodeputowany, senator RP
  - Franco Uncini, włoski motocyklista wyścigowy
  - Juri Yokoyama, japońska siatkarka
- 1956:
  - György Nébald, węgierski szablista
  - Tadeusz Płoski, polski duchowny katolicki, generał, biskup polowy WP (zm. 2010)
- 1957:
  - Jacek Hugo-Bader, polski dziennikarz, reportażysta
  - Chris Lewis, nowozelandzki tenisista
  - Mark Mancina, amerykański kompozytor muzyki filmowej
  - PZ Myers, amerykański biolog
  - Mona Sahlin, szwedzka polityk
- 1958:
  - Jolanta Dylewska, polska operatorka filmowa, reżyserka, scenarzystka filmów dokumentalnych, pedagog
  - Linda Fiorentino, amerykańska aktorka
  - Paul MacLean, kanadyjski hokeista, trener
  - Halina Skorek, polska siatkarka
- 1959:
  - Tom Amandes, amerykański aktor
  - Bartłomiej Frykowski, polski operator filmowy (zm. 1999)
  - Rodney A. Grant, amerykański aktor
  - Ulli Kaden, niemiecki bokser
  - Takaaki Kajita, japoński fizyk, wykładowca akademicki, laureat Nagrody Nobla
  - Józef Kloch, polski duchowny katolicki
  - Jeff Lamp, amerykański koszykarz
- 1960:
  - Piotr Aszyk, polski polityk, poseł Sejm RP
  - Elsa Cayat, francuska psychiatra, psychoanalityk, felietonistka (zm. 2015)
  - Željko Obradović, serbski koszykarz, trener
  - Mirosław Pluta, polski nauczyciel, polityk, samorządowiec, burmistrz Baranowa Sandomierskiego
  - Danijar Üsönow, kirgiski polityk, premier Kirgistanu
  - Thierry Vigneron, francuski lekkoatleta, tyczkarz
- 1961:
  - Ewa Piasek, polska lekkoatletka, wieloboistka
  - Mark Smith, brytyjski inżynier i dyrektor techniczny w zespołach Formuły 1
  - Darrell Walker, amerykański koszykarz, trener
- 1962:
  - Ivan Brajović, czarnogórski polityk, przewodniczący parlamentu
  - Jan Furtok, polski piłkarz (zm. 2024)
  - John Lyon, brytyjski bokser
  - Richard Quest, brytyjski dziennikarz, reporter
- 1963:
  - Ivar Mountbatten, brytyjski arystokrata, przedsiębiorca
  - Wojciech Ponikiewski, polski dyplomata
  - Maurizio Stecca, włoski bokser
  - Jean-Marc Vallée, kanadyjski aktor, reżyser, scenarzysta i producent filmowy (zm. 2021)
  - Krzysztof Maria Załuski, polski prozaik, dramaturg, eseista, publicysta, dziennikarz, wydawca, menedżer
- 1964:
  - Juliette Binoche, francuska aktorka
  - Paul Caligiuri, amerykański piłkarz
  - Sondra van Ert, amerykańska snowboardzistka
  - Herbert Fandel, niemiecki pianista, sędzia piłkarski
  - Valérie Lemercier, francuska aktorka, reżyserka, piosenkarka
  - Anna Zielińska, polska slawistka, profesor nauk humanistycznych
- 1965:
  - Bill Huck, niemiecki kolarz torowy
  - Antonio Saca, salwadorski polityk pochodzenia palestyńskiego, prezydent Salwadoru
- 1966:
  - Pat Miletich, amerykański zawodnik MMA
  - Blaise Piffaretti, szwajcarski piłkarz
  - Pascal Vahirua, francuski piłkarz pochodzenia tahitańskiego
- 1967:
  - Eric Flaim, amerykański łyżwiarz szybki
  - Robert Kowalik, polski pilot komunikacyjny i akrobacyjny
  - Marcin Latałło, polski aktor, reżyser, scenarzysta, tłumacz
- 1968:
  - Beniamino Bonomi, włoski kajakarz
  - Youri Djorkaeff, francuski piłkarz pochodzenia ormiańsko-kałmucko-polskiego
  - Johnny Kelly, amerykański perkusista, członek zespołu Type O Negative
  - Jorge Larrionda, urugwajski sędzia piłkarski
  - Zbigniew Raszewski, polski hokeista
  - Izabela Wiśniewska, polska wioślarka
- 1969:
  - Izaline Calister, piosenkarka z Curaçao
  - Martin Frýdek, czeski piłkarz
  - Maarten van der Linden, holenderski wioślarz
  - Mauricio Ramos, boliwijski piłkarz
- 1970:
  - Kamila Budrowska, polska literaturoznawczyni, wykładowczyni akademicka
  - Shannon Leto, amerykański perkusista, członek zespołu 30 Seconds to Mars
  - Claudia López, kolumbijska polityczka
  - Kali Meehan, australijski bokser
  - Simon Monjack, brytyjski reżyser i scenarzysta filmowy (zm. 2010)
  - Martin Myšička, czeski aktor
  - María Eugenia Rodríguez Palop, hiszpańska prawnik, filozof, wykładowczyni akademicka, polityk, eurodeputowana
  - Andriej Szumilin, rosyjski zapaśnik (zm. 2022)
- 1971:
  - Jovita Jutelytė, litewska koszykarka
  - C-Murder, amerykański raper, aktor, zabójca
  - Johan Edlund, szwedzki wokalista, członek zespołu Tiamat
  - Pierre Jodlowski, francuski kompozytor i wykonawca muzyki współczesnej
  - Grzegorz Marek Poznański, polski szablista, urzędnik państwowy, dyplomata
  - Kinga Rusin, polska dziennikarka i prezenterka telewizyjna
  - Diego Torres, argentyński piosenkarz, kompozytor
- 1972:
  - Tomasz Kornacki, polski żużlowiec
  - Monika Milewska, polska poetka, dramaturg, eseistka, tłumaczka, antropolog kultury
  - Wojciech Myszor, polski piłkarz
  - Kerr Smith, amerykański aktor
  - Zsolt Varga, węgierski piłkarz wodny
- 1973:
  - Stéphane Artano, francuski polityk
  - AZ, amerykański raper
  - Aaron Boone, amerykański baseballista
  - Arkadiusz Detmer, polski aktor
  - Danny Green, australijski bokser
  - Rona Hartner, rumuńska aktorka, kompozytorka (zm. 2023)
  - Nikša Kaleb, chorwacki piłkarz ręczny
  - Jakob Piil, duński kolarz szosowy
  - David Prinosil, niemiecki tenisista pochodzenia czeskiego
  - Matteo Salvini, włoski dziennikarz, polityk
  - Kellie Suttle, amerykańska lekkoatletka, tyczkarka
  - Luis Vera, wenezuelski piłkarz
- 1974:
  - Jurij Biłonoh, ukraiński lekkoatleta, kulomiot
  - Nalbert Bitencourt, brazylijski siatkarz
  - Santiago Denia, hiszpański piłkarz
  - Armen Nazarian, ormiański i bułgarski zapaśnik
  - Sophie Schütt, niemiecka aktorka
- 1975:
  - Dave Culross, amerykański perkusista, członek zespołów: Malevolent Creation, Suffocation, HatePlow i Incantation
  - Adonal Foyle, koszykarz z Saint Vincent i Grenadyn
  - Aleksiej Głuszkow, rosyjski zapaśnik
  - Roy Makaay, holenderski piłkarz
  - Lisa Miskovsky, szwedzka piosenkarka pochodzenia czesko-fińskiego
  - Juan Sebastián Verón, argentyński piłkarz
- 1976:
  - Mauricio Aros, chilijski piłkarz
  - Anier García, kubański lekkoatleta, płotkarz
  - Olga Kaliturina, rosyjska lekkoatletka, skoczni wzwyż
  - Francisco Mancebo, hiszpański kolarz szosowy
  - Carmen Montón, hiszpańska działaczka samorządowa, polityk
  - Jaroslav Obšut, słowacki hokeista
  - Wojciech Skupień, polski skoczek narciarski
  - Marcin Szaforz, polski aktor
- 1977:
  - Jelena Buruchina, rosyjska biegaczka narciarska
  - Sébastien Chabaud, francuski piłkarz
  - Vincent Defrasne, francuski biathlonista
  - Piotr Piechniak, polski piłkarz, trener
  - Damian Syjonfam, polski piosenkarz, autor tekstów
  - Bernadett Szél, węgierska ekonomistka, polityk
  - Maciej Terlecki, polski piłkarz
- 1978:
  - Amanda Fortier, kanadyjska biegaczka narciarska
  - Lucas Neill, australijski piłkarz pochodzenia północnoirlandzkiego
  - Katherine Parkinson, brytyjska aktorka, komik
  - Aliann Pompey, gujańska lekkoatletka, sprinterka
  - Hannu Rajaniemi, fiński pisarz science fiction
  - Marianne Rokne, norweska piłkarka ręczna
  - Hans Somers, belgijski piłkarz
  - Gionatha Spinesi, włoski piłkarz
- 1979:
  - Rienat Bikkinin, rosyjski zapaśnik
  - Karolina Binaś, polska lekkoatletka, skoczkini w dal
  - Christian Friedel, niemiecki aktor, wokalista, członek zespołu Woods of Birnam
  - Oscar Isaac, amerykański aktor pochodzenia gwatemalsko-kubańskiego
  - Maks Kraczkowski, polski przedsiębiorca, menedżer, polityk, poseł na Sejm RP
  - Portia McGee, amerykańska wioślarka
  - Melina Perez, amerykańska modelka, wrestlerka pochodzenia meksykańskiego
- 1980:
  - Matt Barnes, amerykański koszykarz
  - Volker Bruch, niemiecki aktor
  - Chingy, amerykański raper, aktor
  - Matthew Gray Gubler, amerykański aktor, reżyser, scenarzysta i producent filmowy, rysownik, model
  - Agnieszka Pietsch-Fulbiszewska, polska lekkoatletka, biegaczka
- 1981:
  - Nikky Blond, węgierska aktorka pornograficzna
  - Chad Gilbert, amerykański gitarzysta, członek zespołu New Found Glory
  - Li Na, chińska szpadzistka
  - Igor Medved, słoweński skoczek narciarski
  - Brandon Reid, kanadyjski hokeista
- 1982:
  - Ryan Bayley, australijski kolarz torowy
  - Jean-François Exiga, francuski siatkarz
  - Mirjana Lučić-Baroni, chorwacka tenisistka
  - Jakub Tolak, polski aktor
- 1983:
  - Dája Bedáňová, czeska tenisistka
  - Brent Burns, kanadyjski hokeista
  - Clint Dempsey, amerykański piłkarz
  - Jelena Ezau, kazachska siatkarka
  - Agnieszka Frankowska, polska lekkoatletka, płotkarka
  - Jarosław Krajewski, polski polityk, politolog, poseł na Sejm RP
  - Janis Masmanidis, grecki piłkarz
  - Maite Perroni, meksykańska aktorka, piosenkarka
  - Antonio Spadaccino, włoski piosenkarz
  - Marko Šuler, słoweński piłkarz
- 1984:
  - Eduard Abzalimow, rosyjski bokser
  - Priscilla Ahn, amerykańska piosenkarka
  - Paulina Bryś, polska siatkarka
  - Kamel Ghilas, algierski piłkarz
  - Guillaume Gillet, belgijski piłkarz
  - Abdoulay Konko, francuski piłkarz
  - Julia Mancuso, amerykańska narciarka alpejska
  - Hanna Nooni, szwedzka tenisistka
  - Marija Pieriepiołkina, rosyjska siatkarka
- 1985:
  - Alex Baumann, szwajcarski bobsleista
  - Yiğit İncedemir, turecki piłkarz
  - Pastor Maldonado, wenezuelski kierowca wyścigowy
  - Jaime Nielsen, nowozelandzka kolarka szosowa i torowa
  - Anne Preußler, niemiecka biathlonistka
  - Gergely Rudolf, węgierski piłkarz
  - Georgie Welcome, honduraski piłkarz
  - Zhang Yawen, chińska badmintonistka
- 1986:
  - Bernadett Bognár-Bódi, węgierska piłkarka ręczna
  - Damien Brunner, szwajcarski hokeista
  - Paulo Obradović, chorwacki piłkarz wodny
  - Emilia Rulka, polska judoczka
  - Swietłana Szkolina, rosyjska lekkoatletka, skoczkini wzwyż
  - Brittany Snow, amerykańska aktorka
  - Patryk Wicher, polski samorządowiec, polityk, poseł na Sejm RP
- 1987:
  - Bow Wow, amerykański raper, aktor
  - Luigi Bruins, holenderski piłkarz
  - Daniel Hudson, amerykański baseballista
  - Lucia Plaváková, słowacka polityczka
  - Pirmin Schwegler, szwajcarski piłkarz
  - Andrew Tennant, brytyjski kolarz szosowy i torowy
- 1988:
  - Cavid Hüseynov, azerski piłkarz
  - Diego Rigonato, brazylijski piłkarz
- 1989:
  - Artiom Borodulin, rosyjski łyżwiarz figurowy
  - Florian Carvalho, francuski lekkoatleta, średniodystansowiec
  - Klariza Clayton, brytyjska aktorka
  - Patrick Hausding, niemiecki skoczek do wody
  - Hong Un-jong, północnokoreańska gimnastyczka
  - Karol Kowalewski, polski trener koszykówki
- 1990:
  - Daley Blind, holenderski piłkarz
  - Bilel Ifa, tunezyjski piłkarz
  - Aras Özbiliz, ormiański piłkarz
  - YG, amerykański raper
- 1991:
  - Saeed Al-Mowalad, saudyjski piłkarz
  - Edwin Gyimah, ghański piłkarz
  - Wilma Salas, kubańska siatkarka
  - Kristina Si, rosyjska piosenkarka, raperka
  - Aneta Wojtkowska, polska badmintonistka
- 1992:
  - Jamierra Faulkner, amerykańska koszykarka
  - Michał Kwiatkowski, polski koszykarz
  - João Pedro, brazylijski piłkarz
  - Mateusz Przybylko, niemiecki lekkoatleta, skoczek wzwyż pochodzenia polskiego
- 1993:
  - Éider Arévalo, kolumbijski lekkoatleta, chodziarz
  - George Baldock, grecki piłkarz (zm. 2024)
  - Zakaria Labyad, marokański piłkarz
  - Miikka Salomäki, fiński hokeista
  - Stefano Sturaro, włoski piłkarz
  - Suga, południowokoreański wokalista, autor tekstów, producent muzyczny, członek zespołu BTS
  - Katarzyna Wenerska, polska siatkarka
  - Jakub Woś, polski siatkarz
  - Mirosław Ziętarski, polski wioślarz
- 1994:
  - Łejla Adżametowa, tatarska paralekkoatletka reprezentująca Ukrainę
  - Isaac Kimeli, belgijski lekkoatleta, średnio- i długodystansowiec pochodzenia kenijskiego
  - Morgan Rielly, kanadyjski hokeista
  - Okay Yokuşlu, turecki piłkarz
- 1995:
  - Cristian Arango, kolumbijski piłkarz
  - Ángel Correa, argentyński piłkarz
  - Artur Kuznecow, ukraiński piłkarz
  - Baptiste Santamaria, francuski piłkarz
  - Ezequiel Unsain, argentyński piłkarz, bramkarz
- 1996:
  - Maria Andrejczyk, polska lekkoatletka, oszczepniczka
  - Stefano Gori, włoski piłkarz, bramkarz
  - Dawa Hotessa, etiopski piłkarz
  - Mansur Szadukajew, kazachski zapaśnik
- 1998 – Kaylin Whitney, amerykańska lekkoatletka, sprinterka
- 1999:
  - Thierry Correia, portugalski piłkarz pochodzenia kabowerdeńskiego
  - Carlos Cuesta, kolumbijski piłkarz
  - Tomás Rodríguez, panamski piłkarz
  - Alberto Soro, hiszpański piłkarz
  - Dhurata Sylejmani, kosowska siatkarka
  - Mario Trejo, meksykański piłkarz
  - Shahboz Umarov, uzbecki piłkarz
- 2000:
  - Khaby Lame, senegalsko-włoski tiktoker, osobowość internetowa
  - Pedro Neto, portugalski piłkarz
  - Tainara Santos, brazylijska siatkarka
  - Nika Vodan, słoweńska skoczkini narciarska
- 2001 – Jeon So-mi, kanadyjsko-koreańska piosenkarka
- 2002:
  - Kristjan Asllani, albański piłkarz
  - Usman Garuba, hiszpański koszykarz pochodzenia nigeryjskiego
  - Zito Luvombo, angolski piłkarz
  - Pedro Vite, ekwadorski piłkarz
  - Álvaro Zamora, kostarykański piłkarz
- 2003 – Sunisa Lee, amerykańska gimnastyczka
- 2004:
  - Oumar Ngom, mauretański piłkarz
  - Nicola Batura, polska koszykarka
- 2018 – Adrianna Bernadotte, szwedzka księżniczka

## Zmarli
- 886 – Abu Maszar, arabski astrolog, astronom, matematyk (ur. 787)
- 1009 – (lub 14 lutego) Bruno z Kwerfurtu, niemiecki benedyktyn, kapelan cesarski, biskup misyjny, męczennik, święty (ur. 974)
- 1062 – Herbert II, hrabia Maine (ur. ?)
- 1098 – Toros, ormiański władca Edessy (ur. ?)
- 1156 – Aleksander z Malonne, waloński duchowny katolicki, biskup płocki (ur. ?)
- 1202 – Sverre Sigurdsson, król Norwegii (ur. 1145–1151)
- 1249 – Zygfryd III z Eppstein, niemiecki duchowny katolicki, arcybiskup Moguncji (ur. 1194)
- 1422 – Jan Želivský, czeski kaznodzieja husycki (ur. 1380)
- 1440 – Franciszka Rzymianka, włoska mistyczka, święta (ur. 1384)
- 1444 – Leonardo Bruni, włoski kronikarz (ur. ok. 1369)
- 1463 – Katarzyna z Bolonii, włoska klaryska, mistyczka, święta (ur. 1413)
- 1477 – Henryk IV Gruby, książę Meklemburgii (ur. 1417)
- 1566 – David Riccio, włoski śpiewak, faworyt i osobisty sekretarz Marii I Stuart (ur. 1533)
- 1588 – Pomponio Amalteo, włoski malarz (ur. 1505)
- 1630 – Mikołaj Wolski, marszałek wielki koronny, dyplomata (ur. 1553)
- 1661:
  - Jules Mazarin, francuski kardynał, polityk pochodzenia włoskiego (ur. 1602)
  - Jan Karol Dowgiałło Zawisza, polski duchowny katolicki, biskup wileński (ur. ok. 1597)
- 1692 – Willem de Heusch, holenderski malarz, grafik (ur. ok. 1625)
- 1693 – Carlo Cesare Malvasia, włoski malarz. historyk sztuki, antykwariusz (ur. 1619)
- 1711 – Vitus Seipel, niemiecki duchowny katolicki, biskup pomocniczy praski (ur. 1650)
- 1724 – Ernest Fryderyk I, książę Saksonii-Hildburgausen (ur. 1681)
- 1732 – Giuseppe Antonio Bernabei, włoski kompozytor (ur. 1649)
- 1740 – Christfried Kirch, niemiecki astronom (ur. 1694)
- 1742 – Michael Klahr (starszy), śląski rzeźbiarz (ur. 1693)
- 1764 – Petru Aaron, siedmiogrodzki duchowny katolicki obrządku grecko-rumuńskiego, biskup Fogaraszu (ur. 1709)
- 1782 – Sawa Petrowicz, władyka Czarnogóry, biskup prawosławny (ur. 1702)
- 1798 – Fryderyka Dorota Zofia Brandenburg-Schwedt, księżna wirtemberska (ur. 1736)
- 1800 – Friedrich Wilhelm von Erdmannsdorff, niemiecki architekt (ur. 1736)
- 1804 – Porfiriusz Skarbek-Ważyński, unicki biskup chełmski, naczelnik Komisji Porządkowej ziemi chełmskiej podczas insurekcji kościuszkowskiej (ur. 1730 lub 32)
- 1805 – Felice Fontana, włoski fizyk, botanik, anatom (ur. 1730)
- 1814 – Guillaume Mauviel, francuski duchowny katolicki, biskup konstytucyjny Saint-Domingue (ur. 1757)
- 1822 – Andrzej Wołłowicz, polski duchowny katolicki, biskup kujawsko-kaliski (ur. 1750)
- 1836 – Antoine Destutt de Tracy, francuski filozof, ekonomista, polityk (ur. 1754)
- 1839 – Charles Lallemand, francuski generał (ur. 1874)
- 1847 – Mary Anning, brytyjska paleontolog (ur. 1799)
- 1851 – Hans Christian Ørsted, duński fizyk, chemik (ur. 1777)
- 1857 – Dominik Savio, włoski ministrant, święty (ur. 1842)
- 1866:
  - Piotr Ch’oe Hyŏng, koreański męczennik i święty katolicki (ur. ok. 1813)
  - Jan Chrzciciel Chŏn Chang-un, koreański męczennik i święty katolicki (ur. 1811)
- 1867 – Zofia Maria Wettyn, księżniczka saksońska, księżna bawarska (ur. 1845)
- 1879 – Aleksandr Bariatinski, rosyjski książę, feldmarszałek (ur. 1815)
- 1881 – Karolina Amelia, księżniczka szlezwicko-holsztyńska, królowa Danii (ur. 1796)
- 1882 – Giovanni Lanza, włoski polityk, premier Włoch (ur. 1810)
- 1884 – Karol Teliga, polski duchowny katolicki, teolog, wykładowca akademicki (ur. 1808)
- 1885 – Augusta Grotthus, polska posiadaczka ziemska, działaczka kobieca i patriotyczna (ur. 1810)
- 1886 – Juliusz August John, polski ziemianin, kupiec, radny krakowski pochodzenia niemieckiego (ur. 1804)
- 1887 – Karol Ludwik Pollner, polski duchowny katolicki, biskup sufragan kujawsko-kaliski (ur. 1825)
- 1888 – Wilhelm I Hohenzollern, król Prus i cesarz Niemiec (ur. 1797)
- 1890 – Franciszek Gomoła, polski działacz społeczny, uczestnik powstania styczniowego (ur. 1830)
- 1891:
  - Amalie Dietrich, niemiecka botanik, zoolog, badaczka Australii (ur. 1821)
  - August Horislav Krčméry, słowacki duchowny ewangelicki, publicysta, kompozytor (ur. 1822)
- 1894:
  - Atanazy Benoe, polski ziemianin, polityk (ur. 1827)
  - Francesco Ricci Paracciani, włoski kardynał (ur. 1830)
  - Léon-Benoît-Charles Thomas, francuski duchowny katolicki, biskup La Rochelle-Saintes, arcybiskup Rouen, kardynał (ur. 1826)
- 1895:
  - Rebecca Lee Crumpler, amerykańska lekarka, pielęgniarka, pisarka (ur. 1831)
  - Grazioso Enea Lanfranconi, włoski inżynier, wynalazca (ur. 1850)
  - Katarzyna Onyszkiewiczowa, polska seryjna morderczyni (ur. ok. 1840)
  - Leopold von Sacher-Masoch, austriacki prozaik, nowelista, dramaturg (ur. 1836)
- 1897:
  - Dżamal ad-Din al-Afghani, irański polityk, ideolog islamski (ur. 1838 lub 39)
  - Sondre Norheim, norweski pionier narciarstwa klasycznego (ur. 1825)
- 1898 – Michał Bergson, polski kompozytor, pianista (ur. 1820)
- 1902 – Hermann Allmers, niemiecki poeta (ur. 1821)
- 1903 – Edward Raymond Turner, brytyjski fotograf, wynalazca (ur. 1873)
- 1907:
  - John Alexander Dowie, szkocki duchowny protestancki, ewangelista, uzdrowiciel (ur. 1847)
  - Frederic George Stephens, brytyjski krytyk i historyk sztuki (ur. 1827 lub 28)
- 1909:
  - Barbara Pfister, niemiecka zakonnica, mistyczka, stygmatyczka (ur. 1867)
  - Julius Pohl, niemiecki duchowny katolicki, poeta, redaktor, wydawca (ur. 1830)
- 1910:
  - Wilhelm Gąsiorowski, polski działacz protestancki, uczestnik powstania styczniowego (ur. 1842)
  - Fredrik von Otter, szwedzki admirał, polityk, premier Szwecji (ur. 1833)
- 1911 – Otto Puchstein, niemiecki archeolog, historyk architektury, wykładowca akademicki (ur. 1856)
- 1913:
  - Jacob Kornerup, duński archeolog, historyk, malarz (ur. 1825)
  - Eberhard Nestle, niemiecki duchowny luterański, biblista, orientalista (ur. 1851)
- 1918 – Frank Wedekind, niemiecki pisarz, aktor (ur. 1864)
- 1919:
  - Ludmiła Mokijewska-Zubok, rosyjska rewolucjonistka, żołnierka (ur. 1895 lub 96)
  - Fiodor Muchin, rosyjski działacz bolszewicki, rewolucjonista (ur. 1878)
- 1922:
  - Aleksander Myszuga, ukraiński śpiewak operowy (tenor) (ur. 1853)
  - Henryk Starzeński, polski ziemianin, oficer kawalerii i polityk austro-węgierski (ur. 1856)
- 1923:
  - Allan Bennett, brytyjski chemik analityczny, członek Hermetycznego Zakonu Złotego Brzasku (ur. 1872)
  - Wilhelm Heinrich Roscher, niemiecki filolog klasyczny, pedagog (ur. 1845)
- 1924:
  - Panajotis Danglis, grecki generał, polityk (ur. 1853)
  - Daniel Ridgway Knight, amerykański malarz (ur. 1839)
- 1925:
  - Friedrich Wilhelm Wiktor Hohenzollern, pruski książę, prawnik, filozof, dyplomata (ur. 1880)
  - Willard Metcalf, amerykański malarz, ilustrator, pedagog (ur. 1858)
- 1926:
  - Baron Bliss, brytyjski podróżnik, filantrop (ur. 1869)
  - Matt Hynes, brytyjski przeciągacz liny (ur. 1883)
  - Karol Udałowski, polski podpułkownik piechoty, działacz niepodległościowy (ur. 1880)
  - Mikao Usui, japoński mnich buddyjski, twórca systemu uzdrawiania reiki (ur. 1865)
- 1929 – Robert Finlay, brytyjski prawnik, polityk (ur. 1842)
- 1931:
  - Mikołaj Gubbenet, rosyjski polityk, emigrant (ur. 1862)
  - Jan Sleszyński, polski matematyk, logik, wykładowca akademicki (ur. 1854)
- 1933:
  - Aladár Aujeszky, węgierski lekarz, weterynarz (ur. 1869)
  - Norbert Klein, czeski duchowny katolicki, biskup Brna pochodzenia niemieckiego (ur. 1866)
  - Stanisław Tessaro, polski generał brygady (ur. 1891)
- 1934 – Feliks Winiarczyk, polski polityk, poseł na Sejm Ustawodawczy i senator RP (ur. 1867)
- 1936:
  - Śri Jukteśwar Giri, indyjski jogin, guru, astrolog (ur. 1855)
  - Leonie Taylor, amerykańska łuczniczka (ur. 1870)
  - Alexander Watson Hutton, szkocko-argentyński pedagog, działacz piłkarski (ur. 1853)
- 1937:
  - Vilém Dlabola, czeski przemysłowiec, polityk (ur. 1865)
  - Jan Szkuta, polski major kawalerii, działacz niepodległościowy, komisaryczny burmistrz Pucka (ur. 1886)
- 1939:
  - Ludwik Abramowicz-Niepokójczycki, polsko-litewski aktywista, redaktor, historyk drukarstwa (ur. 1879)
  - Friedrich von Berg, niemiecki polityk (ur. 1866)
  - Piotr Zaremba, polski podpułkownik piechoty (ur. 1872)
- 1940:
  - Jan Kulczycki, polski podpułkownik dyplomowany artylerii (ur. 1892)
  - Albiert Syrkin, radziecki kapitan, funkcjonariusz służb specjalnych (ur. 1899)
- 1941 – Přemysl Šámal, czeski prawnik, polityk, burmistrz Pragi (ur. 1867)
- 1942 – Feliks Jędrychowski, polski pułkownik (ur. 1894)
- 1943:
  - Otto Freundlich, niemiecki malarz, rzeźbiarz, teoretyk pierwszej awangardy pochodzenia żydowskiego (ur. 1878)
  - Olga Kamińska-Prokop, polska harcerka, działaczka konspiracyjna (ur. 1922)[3]
- 1944:
  - Jan Kamiński, polski piekarz, kapral, żołnierz ZWZ/AK, dywersant radziecki (ur. ?)
  - Jaan Kikkas, estoński sztangista (ur. 1892)
  - Nikołaj Kuzniecow, radziecki funkcjonariusz NKWD, agent wywiadu i dywersji (ur. 1911)
  - Stanisław Zachariasiewicz, polski dziennikarz (ur. 1891)
- 1945:
  - Giennadij Aleksandrow, radziecki czołgista (ur. 1918)
  - Jakow Czapiczew, radziecki major (ur. 1909)
  - Tadeusz Jaworski, polski podporucznik AK, cichociemny (ur. 1914)
  - Henryk Kakowski, polski polityk, poseł na Sejm RP (ur. 1890)
  - Ignacy Kazimierz Ledóchowski, polski hrabia, generał dywizji (ur. 1871)
  - Jerzy Stanisław Musiał, polski kleryk, męczennik, Sługa Boży (ur. 1919)
- 1946:
  - Feliks Bartczuk, polski podporucznik, uczestnik powstania styczniowego (ur. 1846)
  - John Glennon, amerykański duchowny katolicki, arcybiskup Saint Louis, kardynał (ur. 1862)
  - Stefan Maresch, polski porucznik artylerii, żołnierz AK (ur. 1918)
  - William Wain Prior, duński generał porucznik (ur. 1876)
- 1947:
  - Gerhard Bast, austriacki funkcjonariusz i zbrodniarz nazistowski (ur. 1911)
  - Carrie Catt, amerykańska sufrażystka (ur. 1859)
- 1948:
  - Edgar de Wahl, estoński językoznawca (ur. 1867)
  - Anton Zogaj, albański duchowny katolicki, męczennik, błogosławiony (ur. 1908)
- 1949:
  - Claes Johansson, szwedzki zapaśnik (ur. 1884)
  - Walter Short, amerykański generał (ur. 1880)
  - Jan Stern, polski śpiewak operowy (tenor) (ur. 1867)
- 1951:
  - Stefan Kisieliński, polski piłkarz, bramkarz, trener i działacz piłkarski (ur. 1901)
  - Gonzalo Queipo de Llano, hiszpański generał (ur. 1875)
- 1952 – Aleksandra Kołłontaj, radziecka polityk, dyplomata (ur. 1872)
- 1954 – Clara Westhoff, niemiecka rzeźbiarka (ur. 1878)
- 1955:
  - Matthew Henson, amerykański podróżnik, odkrywca (ur. 1866)
  - Hilda Heyman, szwedzka malarka (ur. 1872)
  - Stefan Łoś, polski pisarz, działacz harcerski, podróżnik (ur. 1901)
  - Stjepan Poljak, chorwacko-amerykański neurolog, neuroanatom, wykładowca akademicki (ur. 1889)
  - Ignacy Watten, polski kardiochirurg, działacz społeczny i polityczny (ur. 1869)
- 1956:
  - Stanisław Kwaśniewski, polski generał brygady (ur. 1886)
  - Sherif Langu, albański duchowny muzułmański, polityk, działacz niepodległościowy (ur. 1877)
- 1957 – Jozef Turanec, słowacki generał major (ur. 1892)
- 1958 – Gorō Yamada, japoński piłkarz (ur. 1894)
- 1960 – Paul Drekmann, niemiecki generał (ur. 1893)
- 1961:
  - Feliks Karśnicki, polski ziemianin, polityk, poseł na Sejm RP (ur. 1894)
  - Cezar Petrescu, rumuński pisarz, publicysta (ur. 1892)
- 1962:
  - Paul Hoffmann, niemiecki fizjolog (ur. 1884)
  - Zdeněk Nejedlý, czechosłowacki muzykolog, polityk (ur. 1878)
- 1963:
  - John Crocker, brytyjski generał (ur. 1896)
  - Wojciech Jastrzębowski, polski artysta, projektant (ur. 1884)
- 1964:
  - Witold Kamieniecki, polski historyk, dyplomata, polityk, senator RP (ur. 1883)
  - Paul von Lettow-Vorbeck, niemiecki generał (ur. 1870)
- 1968:
  - René Leduc, francuski inżynier, konstruktor lotniczy (ur. 1898)
  - Hans-Jürgen Stumpff, niemiecki generał Luftwaffe (ur. 1889)
- 1969 – Charles Brackett, amerykański scenarzysta filmowy (ur. 1892)
- 1970:
  - José Manuel Cortina, kubański prawnik, dziennikarz, dyplomata, polityk (ur. 1880)
  - Eugeniusz Kenig, polski elektryk, wykładowca akademicki (ur. 1897)
- 1971 – Cyryl VI, egipski duchowny Kościoła koptyjskiego, patriarcha Aleksandrii (ur. 1902)
- 1972:
  - Józef Maliszewski, polski aktor (ur. 1892)
  - Arsen Mekokiszwili, radziecki zapaśnik, sambista (ur. 1912)
- 1973:
  - Henri Isemborghs, belgijski piłkarz (ur. 1914)
  - Andrzej Witos, polski polityk, działacz ruchu ludowego, kierownik resortu rolnictwa i reform rolnych oraz wiceprzewodniczący PKWN (ur. 1878)
- 1974:
  - Aleksander Iwaniec, polski aktor (ur. 1940)
  - Earl Wilbur Sutherland Jr., amerykański fizjolog, wykładowca akademicki, laureat Nagrody Nobla (ur. 1915)
- 1975:
  - Marie Gevers, belgijska pisarka (ur. 1883)
  - Joseph Guillemot, francuski lekkoatleta, długodystansowiec (ur. 1899)
  - Louise Otto, niemiecka pływaczka (ur. 1896)
- 1976:
  - Bojan Danowski, bułgarski aktor, reżyser, dramaturg, teatrolog, pedagog (ur. 1899)
  - Hans Sutor, niemiecki piłkarz (ur. 1895)
- 1977:
  - Maurycy Frydman, indyjski inżynier, działacz społeczny i niepodległościowy pochodzenia polsko-żydowskiego (ur. 1901)
  - Francesco Loi, włoski gimnastyk (ur. 1891)
- 1979 – Jean-Marie Villot, francuski duchowny, arcybiskup Lyonu, kardynał (ur. 1905)
- 1980:
  - Olga Czechowa, rosyjska aktorka (ur. 1897)
  - Heinz Linge, niemiecki oficer SS (ur. 1913)
  - Jerzy Rawicz, polski pisarz, tłumacz (ur. 1914)
- 1981 – Max Delbrück, amerykański mikrobiolog, genetyk pochodzenia niemieckiego, laureat Nagrody Nobla (ur. 1906)
- 1983 – Ulf von Euler, szwedzki fizjolog, laureat Nagrody Nobla (ur. 1905)
- 1984 – Kristian Johansson, norweski skoczek narciarski (ur. 1907)
- 1985:
  - Jan Piasecki, polski pisarz (ur. 1913)
  - Annar Ryen, norweski biegacz narciarski (ur. 1909)
  - Aleksander Trojkowicz, polski malarz (ur. 1916)
- 1986 – Antonina Mijal, polska lekarka, działaczka społeczna, żołnierz AK (ur. 1915)
- 1988:
  - Kurt Georg Kiesinger, niemiecki polityk (ur. 1904)
  - Janusz Piekałkiewicz, polski żołnierz, pisarz, historyk, reżyser, reporter radiowy, filmowiec (ur. 1925)
- 1989:
  - Robert Mapplethorpe, amerykański fotograf (ur. 1946)
  - Sam Melville, amerykański aktor (ur. 1936)
  - Hilda Strike, amerykańska lekkoatletka, sprinterka (ur. 1910)
- 1991 – Ely do Amparo, brazylijski piłkarz (ur. 1921)
- 1992 – Menachem Begin, izraelski polityk, premier Izraela, laureat Pokojowej Nagrody Nobla (ur. 1913)
- 1993:
  - Bob Crosby, amerykański aktor, piosenkarz (ur. 1913)
  - Cyril Northcote Parkinson, brytyjski pisarz, historyk, ekonomista, publicysta (ur. 1909)
  - Wanja Wojnowa, bułgarska koszykarka (ur. 1934)
  - Max Zorn, amerykański matematyk pochodzenia niemieckiego (ur. 1906)
- 1994:
  - Zoltán Beke, rumuński piłkarz, trener pochodzenia węgierskiego (ur. 1911)
  - Charles Bukowski, amerykański prozaik, poeta, scenarzysta filmowy, rysownik pochodzenia niemieckiego (ur. 1920)
  - Fernando Rey, hiszpański aktor (ur. 1917)
- 1995 – Edward Bernays, austriacko-amerykański pionier public relations i propagandy pochodzenia żydowskiego (ur. 1891)
- 1996:
  - George Burns, amerykański aktor, scenarzysta filmowy (ur. 1896)
  - Alberto Pellegrino, włoski szermierz (ur. 1930)
- 1997 – The Notorious B.I.G., amerykański raper (ur. 1972)
- 1998 – Ulrich Schamoni, niemiecki reżyser filmowy (ur. 1939)
- 1999 – Maciej Sieński, polski reżyser filmów dokumentalnych (ur. 1915)
- 2000 – Ivo Robić, chorwacki piosenkarz (ur. 1923)
- 2001 – Henry Jonsson, szwedzki lekkoatleta, długodystansowiec (ur. 1912)
- 2002:
  - Leonard Gershe, amerykański kompozytor, scenarzysta filmowy (ur. 1922)
  - Mohammad Paziraji, irański zapaśnik (ur. 1929)
  - Oleg Trubaczow, rosyjski filolog slawista, leksykograf, etymolog (ur. 1930)
- 2003:
  - Stan Brakhage, amerykański reżyser filmowy (ur. 1933)
  - Bernard Dowiyogo, naurański polityk, prezydent Nauru (ur. 1946)
  - Dzidra Ritenberga, łotewska aktorka (ur. 1928)
- 2004:
  - Abu Abbas, palestyński polityk (ur. 1948)
  - Rust Epique, amerykański gitarzysta, członek zespołu Crazy Town (ur. 1968)
  - Władysław Jura, polski generał brygady (ur. 1926)
- 2005 – István Nyers, węgierski piłkarz (ur. 1924)
- 2006:
  - Hanka Bielicka, polska aktorka, artystka kabaretowa (ur. 1915)
  - Bernard Drzęźla, polski inżynier górnictwa, polityk, senator RP (ur. 1941)
  - Geir Ivarsøy, norweski informatyk (ur. 1957)
  - Laura Stoica, rumuńska piosenkarka, kompozytorka, aktorka (ur. 1967)
- 2007:
  - Brad Delp, amerykański wokalista, członek zespołu Boston (ur. 1951)
  - Cruz Hernández, salwadorska superstulatka (ur. 1878)
- 2008:
  - Warwara Siemiennikowa, rosyjska superstulatka (ur. 1890)
  - Zygmunt Szpaderski, polski skrzypek, producent instrumentów perkusyjnych (ur. 1914)
- 2009:
  - Larry Regan, kanadyjski hokeista (ur. 1930)
  - Piotr Szemraj, polski żołnierz Batalionów Chłopskich (ur. 1929)
- 2010:
  - Lionel Cox, australijski kolarz torowy (ur. 1930)
  - Doris Haddock, amerykańska działaczka społeczna i polityczna (ur. 1910)
- 2011:
  - David S. Broder, amerykański dziennikarz (ur. 1929)
  - Jan Paszkiewicz, polski hokeista (ur. 1950)
- 2012:
  - Graeme French, australijski kolarz szosowy i torowy (ur. 1927)
  - Marian Kruszyński, polski architekt (ur. 1937)
  - José Tomás Sánchez, filipiński duchowny katolicki, arcybiskup Nueva Segovia, kardynał (ur. 1920)
  - Michał du Vall, polski prawnik (ur. 1952)
- 2013:
  - Adam Pleśnar, polski działacz społeczny, opozycjonista, esperantysta (ur. 1935)
  - Joachim Stachuła, polski piłkarz (ur. 1940)
  - Włodzimierz Szwendrowski, polski żużlowiec (ur. 1931)
- 2014:
  - Mohammad Fahim, afgański wojskowy, polityk, wiceprezydent (ur. 1957)
  - Melba Hernández, kubańska polityk, dyplomata, rewolucjonistka (ur. 1921)
- 2015:
  - Windell D. Middlebrooks, amerykański aktor (ur. 1979)
  - Camille Muffat, francuska pływaczka (ur. 1989)
  - Frei Otto, niemiecki architekt (ur. 1925)
  - Anna Śliwińska, polska farmaceutka, działaczka społeczna, polityk, poseł na Sejm RP (ur. 1956)
  - Alexis Vastine, francuski bokser (ur. 1986)
- 2016:
  - William Houck, amerykański duchowny katolicki, biskup Jackson (ur. 1926)
  - Clyde Lovellette, amerykański koszykarz (ur. 1929)
  - Naná Vasconcelos, brazylijski perkusista jazzowy (ur. 1944)
- 2017:
  - Branko Ćirlić, serbski pisarz (ur. 1916)
  - Howard Hodgkin, brytyjski malarz (ur. 1932)
  - Marian Jankowski, polski sztangista (ur. 1931)
  - Leszek Jeske, polski skoczek spadochronowy (ur. 1938)
  - Joseph Nicolosi, amerykański psycholog (ur. 1947)
- 2018:
  - Oskar Gröning, niemiecki zbrodniarz wojenny (ur. 1921)
  - Jo Min-ki, południowokoreański aktor (ur. 1965)
  - Jung Jae-sung, południowokoreański badmintonista (ur. 1982)
  - Sławoj Ostrowski, polski rzeźbiarz (ur. 1943)
  - Walancin Wialiczka, białoruski ekonomista, polityk i dyplomata (ur. 1944)
  - George A. Sinner, amerykański polityk (ur. 1928)
- 2019:
  - Jed Allan, amerykański aktor (ur. 1935)
  - Bernard Binlin Dadié, iworyjski pisarz, działacz społeczno-kulturalny (ur. 1916)
  - Jadwiga Janus, polska rzeźbiarka, autorka instalacji (ur. 1931)
- 2020:
  - John Bathersby, australijski duchowny katolicki, biskup Cairns, arcybiskup metropolita Brisbane (ur. 1936)
  - Anton Coppola, amerykański kompozytor operowy, dyrygent (ur. 1917)
  - Italo De Zan, włoski kolarz szosowy (ur. 1925)
  - Richard Kenneth Guy, brytyjski matematyk (ur. 1916)
  - José Jiménez Lozano, hiszpański dziennikarz, pisarz (ur. 1930)
  - Mohammad Reza Rahczamani, irański lekarz, polityk (ur. 1952)
- 2021:
  - Agustín Balbuena, argentyński piłkarz (ur. 1945)
  - Zygmunt Goławski, polski wojskowy i działacz społeczny, żołnierz NSZ, działacz podziemia niepodległościowego i opozycji antykomunistycznej (ur. 1924)
  - Rafet Husović, czarnogórski nauczyciel, polityk, minister, wicepremier (ur. 1964)
  - Andrzej Jakubowski, polski mikroelektronik (ur. 1940)
  - James Levine, amerykański pianista, dyrygent (ur. 1943)
  - Erling Lorentzen, norweski przedsiębiorca, arystokrata (ur. 1923)
  - Tommy Troelsen, duński piłkarz (ur. 1940)
  - Gabriel Wójcik, polski geograf, klimatolog, glacjolog (ur. 1930)
- 2022:
  - Justice Christopher, nigeryjski piłkarz (ur. 1981)
  - Inge Deutschkron, niemiecka dziennikarka, pisarka (ur. 1922)
  - Zofia Gołubiew, polska historyk sztuki, muzealnik (ur. 1942)
  - Telesfor Piecuch, polski chirurg, profesor nauk medycznych (ur. 1928)
- 2023:
  - Robert Blake, amerykański aktor (ur. 1933)
  - Jan Syczewski, polski polityk, samorządowiec, poseł na Sejm RP, działacz mniejszości białoruskiej (ur. 1937)
- 2024:
  - Antanas Bagdonavičius, litewski wioślarz (ur. 1938)
  - Georgi Popow, bułgarski piłkarz (ur. 1944)
  - Wołodymyr Proszkin, ukraiński piłkarz (ur. 1941)
- 2025:
  - Simon Fisher-Becker, brytyjski aktor (ur. 1961)
  - Stefan Machowicz, polski ekonomista, samorządowiec, polityk, wicewojewoda chełmski (ur. 1953)
  - Richard McTaggart, brytyjski bokser (ur. 1935)
  - Akinori Nakayama, japoński gimnastyk sportowy (ur. 1943)
  - Yola Ramírez, meksykańska tenisistka (ur. 1935)